# Gnidia wickstroemiana
Gnidia wickstroemiana är en tibastväxtart som beskrevs av Carl Daniel Friedrich Meisner. Gnidia wickstroemiana ingår i släktet Gnidia och familjen tibastväxter. Inga underarter finns listade i Catalogue of Life.